# Tedy Villalba
Tadeo Villalba Rodríguez, conegut com a Tedy Villalba (Madrid, 1935 - Madrid, 20 de desembre de 2009), va ser un productor de cinema espanyol. Està dins d'una saga familiar de pintors i decoradors cinematogràfics.

## Biografia
Va néixer en Madrid el 1935. La seva família també estava relacionada amb el cinema.
Va iniciar la seva carrera professional en els anys 50 participant en projectes de grans directors de Hollywood que venien a rodar a Espanya. Així va participar en els rodatges de pel·lícules com Alejandro Magno, Orgullo y pasión i El Cid entre moltes altres.
Va ser soci fundador i vicepresident de l'Acadèmia de Cinema, càrrec que va ocupar en dues ocasions, a més de ser membre de la seva Junta Directiva durant 20 anys. El 28 de gener de 2007 va ser distingit amb el Goya d'honor per la seva aportació al cinema espanyol.
Va morir el 20 de desembre de 2009 a Colmenar Viejo (Madrid).

## Premis
Medalles del Cercle d'Escriptors Cinematogràfics
| Any  | Categoria        | Pel·lícula  | Resultat  |
| ---- | ---------------- | ----------- | --------- |
| 1949 | Millors decorats | Neutralidad | Guanyador |